# ماركوس برادي
ماركوس برادي (بالإنجليزية: Marcus Brady)‏ هو لاعب كرة قدم أمريكية ولاعب كرة القدم الكندية أمريكي، ولد في 24 سبتمبر 1979 في سان دييغو في الولايات المتحدة.